# Oraesia striolata
Oraesia striolata är en fjärilsart som beskrevs av William Schaus 1911. Oraesia striolata ingår i släktet Oraesia och familjen nattflyn. Inga underarter finns listade i Catalogue of Life.